# Theridion annulipes
Theridion annulipes är en spindelart som beskrevs av O. Pickard-Cambridge 1869. Theridion annulipes ingår i släktet Theridion och familjen klotspindlar.
Artens utbredningsområde är Sri Lanka. Inga underarter finns listade i Catalogue of Life.